# Kingdom: New Lands
Kingdom: New Lands je sequel ke hře Kingdom, která byla vyvinuta Thomasem van den Bergem a publikována švédskou společností Raw Fury. Hra byla publikována 9. srpna 2016 na platformě Steam. Originální hra byla přejmenována z Kingdom na Kingdom: Classic.
Hra Kingdom: New Lands je od 31. ledna 2017 kromě platforem Microsoft a Linux dostupná i na platformách Android a IOS, od 14. září 2017 na konzolích Nintendo Switch a 16. ledna se dočkaly i konzole PlayStation.

## Příběh
Kingdom: New Lands sleduje příběh panovníka, který ztroskotá na neznámém ostrově, kde se snaží vybudovat království, které odolá vlnám nepřátel, podobně jako v předchozím díle. Jeho cílem je opravit loď a odplout na jiný ostrov. Ruiny nacházející se na ostrovech napovídají, že panovník není první, kdo se na ostrovech pokusil usadit. Přítomnost ducha a dalších podstav napovídá, že úsilí lidí na ostrovech přežít a prosperovat trvá již mnoho let.

## Hratelnost
Herní svět je prezentován hráči v dvourozměrné, pixel-artové grafice. Kingdom: New Lands staví na úspěchu předchozí hry Kingdom: Classic, a tak princip hry zůstává stejný. Vaším cílem je vybudovat silné království a odolávat vlnám „příšer“, které se snaží získat hráčovu korunu, a tím ukončit hru. Hráč začíná hru s náhodně generovaným králem nebo královnou na koni, a může se pohybovat doleva, nebo doprava, a stiskem klávesy Shift může přejít do cvalu. Celým začátkem hry hráče provází duch předchozího panovníka, který ukazuje hráči co dělat. Za plnění tutorialu hráč získává zlaťáky, za které poté najímá poddané, staví opevnění, vylepšuje centrum města a mnoho dalších.

### Poddaní
Ze začátku hry se poddaní dělí do dvou základních tříd, lovců a stavitelů, a hráč je získává nákupem luků a kladiv, a najímáním lidí v kempech, na které lze narazit při průzkumu lesů. Lovci hráči generují peníze lovením zajíců a jelenů, v noci brání opevnění před vlnami nepřátel a lze je posadit na věže, kam na ně pozemní nepřátelé nemohou dosáhnout. Stavitelé mohou kácet stromy, budovat a vylepšovat opevnění a později ve hře stavět a obsluhovat katapult. Později přibudou také farmáři, kterým hráč musí stavět farmy.

### Zlaťáky
Hráč může získat zlaťáky hned několika způsoby. Hlavním zdrojem jsou poddaní (lovci, farmáři a bankéř). Zlaťáky jsou potřeba na většinu akcí ve hře.Používají se k najímání lidí, nákupu zbraní a nástrojů, stavbě a vylepšování různých budov po celém království a k vykonávání různých úkolů (jako kácení stromů nebo zahájení útoků na portály).

### Obrana království
Hráč může postavit mnoho různých obran proti vlnám „monster“ (ve hře zvaných „The Greed“). Může postavit zdi, které mohou zastavit všechna pozemní monstra. Přes zdi střílejí lovci. Hráč dále může postavit věže, které dají lovcům výhodnější pozici při obraně. Katapulty mohou odrazit větší množství monster naráz, ale pomalu se přebíjejí. Rytíři brání pozemní jednotky, když vnější zdi království padnou. Vlny nepřátel se každou noc zvětšují, a tak hráč musí budovat stále silnější obrany a najímat více poddaných, na což musí generovat stále více zlaťáků. Takto se všechny klíčové mechaniky provazují.

### Průzkum království
Jednou z hlavních mechanik hry je průzkum království. Průzkumem hráč může najít více zlaťáků, zdrojů (kempy s lidmi kteří se dají najmout, sochy které mohou poskytovat bonusy) a loď, kterou hráč musí opravit, aby mohl odplout na další ostrov, než vlny nepřátel budou moc velké. V Kingdom: New Lands funguje cyklus dne a noci, ideální čas prozkoumávat je ve dne, protože v noci se oblasti mimo stávají nebezpečnými jak pro hráče, tak pro NPC postavy. Během některých nocí se může objevit takzvaný „Blood Moon“, kdy se bude objevovat větší množství nepřátel, než obvykle.

### Konec hry
Kingdom: New Lands nemá konec jako takový. Za konec se dá považovat zničení posledního portálu, ale ten se po pár dnech obnoví, a útoky budou pokračovat. Kdy tedy hra skončí, si hráč musí stanovit sám. Hra může také skončit tím, že hráč přijde o korunu. To může nastat tak, že při útoku monster přijde o všechny zlaťáky, a dalším útokem přijde o korunu.

## Nové mechaniky
Kingdom: New Lands obsahuje oproti předchozímu titulu mimo oprav několika chyb i několik nových herních mechanik:
- „Design světa“ – Místo jednoho „světa“, ve kterém se hráč může pohybovat, se zde nachází šest různých ostrovů, na kterých můžete budovat své království, každý těžší než ten předchozí. Na každém ostrově se nachází unikátní věci, které lze odemknout (jako například noví koně).
- Loď – Primární metoda transportu mezi ostrovy. Dokončení stavby lodě znamená dokončení úrovně a možnost se přesunout na další ostrov.
- Roční období – Nyní můžete ve svém království pozorovat průběh roku. Každé období má vliv na aktivity v království. Nejtěžší z nich je dlouhá a tuhá zima.

## Ohlasy
Hra má velmi kladná hodnocení. Nejčastěji je vyzdvihována její příjemná grafika a zábavná hratelnost. Hra byla nominována na SXSW Gamer's Awards, a vyhrála cenu „Best of Show“ v 2015 Indie Arena Stánku. Na Metacritics si hra vysloužila 7,1.
Série Kingdom ke dni 31. května 2019 celkově prodala přes čtyři miliony kopií.